# ロボフレンド
『ロボフレンド』（原題：Too Much）は、1987年のアメリカ合衆国・日本合作のコメディ映画。
日本では劇場未公開であるが、1988年にVHSが発売された。

## 概要
1986年公開の『ショート・サーキット』に触発されたキャノン・フィルムズが、全編オール日本ロケを敢行して製作された、少女とロボットの友情を描いたコメディ・アクション映画。
冒頭に森田健作主演の日清食品「めんコク」のCMや、竹の子族が映るなど、時代設定は1983年頃である。
東宝が製作協力をしており、撮影スタッフの約8割が日本人で構成され、木村大作が撮影監督を担当したことで知られる。
ロボットの造形はオガワモデリングが担当した。
主演のブリジット・アンデルセンは、本作が最後の映画出演となった。

## ストーリー
父の仕事で日本を訪れた少女・スージーは、ハイテクグッズだらけの家に住む、天才エンジニアの哲郎の家に泊まることになる。しかし、英語の分かる友達のいないスージーはいつも独りぼっち。そんな彼女のために、哲郎がマルチロボットをプレゼントする。スージーはロボットにT・M（“Too Much”の略）と名付け、2人は次第に離れられない仲になっていく。
そして帰国の日、スージーはT・Mを連れて空港を脱出。捜索に乗り出す警察と、T・Mのプログラムの秘密を探ろうとする悪徳科学者Dr.フィンケルに後を追われることとなり…

## スタッフ
- プロデュース - メナヘム・ゴーラン、ヨーラム・グローバス
- 監督 -  エリック・ローシャ
- 脚本 -  エリック・ローシャ、ジョアン・ライン
- 音楽 -  ジョージ・S・クリントン
  - オーケストレーション&マニピュレート - ジョーイ・ランド
- 撮影 - 木村大作
- 美術 - 寒竹恒雄
- 録音 - 吉田庄太郎
- 照明 - 渡辺雄二
- 編集 - アラン・ヤコボビッツ
- 助監督 - 中田信一郎（セカンド）
- スクリプター - 宮越千代
- 制作担当 - 冨永理生子
- 制作プロデューサー - ロニー・ヤコヴ
- 日本側ラインプロデューサー - 水野洋介
- カースタントコーディネーター - 三石千尋
  - カースタント - 野中義文、松本剛
- 特殊効果 - 久米攻
- CGアニメーション - アニメーションKAB
- フィルムローダー - 清久素延
- 撮影助手 - 本吉修
- 美術助手 - 清水剛
- 録音助手 - 井上宗一
- 照明助手 - 石垣智、立石和彦、俵山一彦
- 衣装 - 京都衣裳（現：東宝コスチューム）
- メイク - 山田かつら
- 大道具 - 東宝美術（現：東宝映像美術）
- 小道具・装飾 - 京映アーツ、高津装飾美術
- MA - 東宝録音センター
- 現像 - IMAGICA
- 協力 - マツダ、タイトー、ナムコ、JAL、アスキー、西武百貨店
- 制作協力 - 東宝、フィルムリンク・インターナショナル

## キャスト
- スージー - ブリジット・アンデルセン
- T・M - 深沢政雄
- 哲郎 - 渡辺裕之
- マタ - 坊平盛清
- トム - デビッド・スペンサー
- ジェーン - レイチェル・ハゲット
- Dr.フィンケル - チャー・フォンタナ
- バーニー - ウガンダ・トラ
- 警察署長 - 神山繁
- 警官 - 小林稔侍、中瀬博文、野中義文、深作覚
- ホテルマン - 三谷昇
- ガソリンスタンドの整備士  - 水島涼太
- 運転手 - 三角八朗、長江英和、松本剛